# Kai Sudeck
Kai Sudeck (* 16. Mai 1928 in Lübeck; † 20. Oktober 1995 in Ratzeburg) war ein deutscher Maler und Grafiker.

## Leben
Sudeck war Schüler am Katharineum zu Lübeck, wo er nach einer Unterbrechung durch den Einsatz als Luftwaffenhelfer 1947 das Abitur ablegte. Noch im Kriege drohte er aufgrund einer Augenkrankheit zu erblinden, wandte sich während der Genesung dem Malen und Zeichnen zu und begann nach der Schule von seinem Zeichenlehrer Hans Peters bestärkt ein Kunststudium an der Landeskunstschule Hamburg. Bis 1950 studierte er dort bei Willem Grimm, Erich Hartmann und Karl Kaschak, eng verbunden mit seinen Kommilitonen Gisela Bührmann, Reinhard Drenkhahn und Lutz Dille in Atelier- und Wohngemeinschaft. Mit diesen dreien sowie Albert Christoph Reck besuchte er 1950/51 eine Kunstschule in Paris. Während des anschließenden Studiums der Kunstgeschichte an der Universität Heidelberg 1951/52 wurde er von dem Kunsthistoriker Gustav Friedrich Hartlaub ermutigt, den Weg eines freischaffenden Künstlers weiter zu verfolgen. Atelier in Mannheim und erste Restaurierungspraxis (u. a. Jakobskirche in Urphar) stehen für diese Zeit. Aufgrund der Parisreise und der dortigen Einflüsse von Jean Dubuffet, Jean Fautrier, Henri Michaux und Wols fand er die ihm eigene informelle und abstrakte Malweise. In späteren Arbeiten wandte sich Sudeck wieder sehr stark der figürlichen Zeichnung und Mischtechnik zu.
1962 wurde er nach dreijähriger Tätigkeit als Dozent zum Professor an der Hochschule für bildende Künste Hamburg berufen und war als solcher bis 1993 tätig. Freundschaften verbanden ihn mit Gisela Bührmann, Lutz Dille, Werner Bunz, Fritz Seitz, Dietrich Helms und seinem Assistenten Bodo Baumgarten.

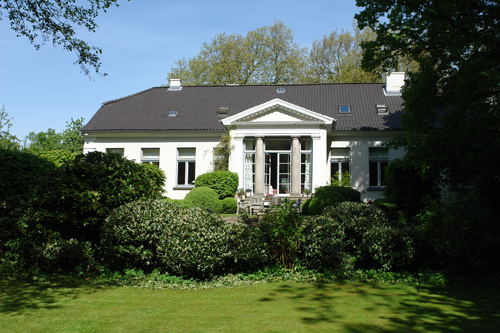
Herrenhaus Kastorf

Sein Atelier befand sich von 1968 bis 1994 in Kastorf, wo er und seine Ehefrau das 1801–02 nach Plänen des Architekten Christian Frederik Hansen durch den Baumeister Joseph Christian Lillie erbaute klassizistische Herrenhauses langwierig sanierten. Zu Lebzeiten setzte sich der Galerist Michel Hauptmann für ihn ein. Sudeck ist mit Arbeiten in der Kunsthalle Hamburg und im St. Annen-Museum in Lübeck vertreten.

## Ausstellungen
- 1964 Galerie Brechbühl, Schweiz (Gruppenausstellung mit Kollegen der HfbK Hamburg)
- 1966 Galerie Gunar, Düsseldorf
- 1967 Galerie Pro, Bonn
- 1977 Galerie Hauptmann, Hamburg
- 1978 Kunstverein Hamburg (Gruppenausstellung mit Kollegen der HfbK Hamburg)
- 1979 Kunsthaus Hamburg anlässlich der Verleihung des Edwin-Scharff-Preises (Kat.)
- 1980 Kunstverein Mannheim
- 1981 Kunstverein Bremerhaven
- 1984 Kunsthalle Bremen (mit anderen Hamburger Zeichnern)
- 1986 Overbeck-Gesellschaft Lübeck (Kat.)
- 1994 Kunsthalle Hamburg (Kat.)
- 1997 Galerie Hauptmann, Hamburg
- 1999 Kunsthalle Hamburg (u. a. mit Wunderlich, Drenkhahn, Janssen und Bührmann)
- 2012 Galerie Kammer, Hamburg (Kat.)
- 2015 Richard Haizmann Museum Niebüll (Kat.)
- 2017 Retrospektive Ausstellung in den Räumen der Firma ABACUS, Hamburg

## Ehrungen und Auszeichnungen
- 1967 Italien-Stipendium der Preußischen Akademie der Künste
- 1978 Edwin-Scharff-Preis